# Klaus Riebe
Klaus-Eckhard Paul Riebe (* 9. Juni 1927 in Olbernhau; † 13. August 2019 in Husum) war ein deutscher Agrarwissenschaftler und Hochschullehrer.

## Leben und Wirken
Klaus Riebe stammte aus dem sächsischen Erzgebirge. Nach dem Schulabschluss studierte er und erlangte den Abschluss als Diplom-Landwirt. 1951 promovierte er an der Martin-Luther-Universität Halle-Wittenberg zum Dr. agr. Nach seiner Habilitation 1957 wurde er Privatdozent an der Universität Kiel. Er lehrte und forschte zur angewandten Landwirtschaft, Betriebs- und Landarbeitslehre. Von 1966 bis 1989 war er an der Christian-Albrechts-Universität zu Kiel als Professor für Agrarwissenschaften, Landwirtschaftliche Betriebslehre tätig. 1989 wurde er emeritiert.

## Schriften (Auswahl)
- Die Arbeit in der kleinbäuerlichen Familienwirtschaft mit Kuhanspannung und Schleppereinsatz. Halle/S. 1951.
- Der moderne Kuhstall. Kiel 1957.
- Richtzahlen des Arbeitsbedarfs in der Innenwirtschaft landwirtschaftlicher Betriebe-. Wolfratshausen 1960.
- Fortschritte in der Landarbeit., Hamburg, Berlin 1961.
- (Mitautor): Die Anpassung der Organisation landwirtschaftlicher Betriebe an die Entwicklung der Arbeitskosten. Dortmund 1961.